# Ctenotus leae
Ctenotus leae este o specie de șopârle din genul Ctenotus, familia Scincidae, descrisă de Boulenger 1887. Conform Catalogue of Life specia Ctenotus leae nu are subspecii cunoscute.